# Liste der Bürgermeister von Großrinderfeld
Die Liste der Bürgermeister von Großrinderfeld führt die Bürgermeister der baden-württembergischen Gemeinde Großrinderfeld auf. 1924 wurde Hof Baiertal und am 31. Dezember 1972 die Altgemeinde Ilmspan nach Großrinderfeld eingemeindet. Die heutige Gemeinde entstand am 1. Januar 1975 durch die Vereinigung der Altgemeinden Gerchsheim, Großrinderfeld und Schönfeld.
Die Liste erhebt keinen Anspruch auf Vollständigkeit.

## Bürgermeister

### Bürgermeister von Großrinderfeld
| Bürgermeister | Bürgermeister             | Partei | Partei | Amtszeit  | Anmerkungen |
| ------------- | ------------------------- | ------ | ------ | --------- | --- |
|               | Walter Richter            |        |        | 1969–1983 | Von 1957 bis 1969 war er Ratsschreiber und stellvertretender Standesbeamter der Gemeinde Großrinderfeld. Seit dem 5. November 1969 war er Bürgermeister der damals noch selbstständigen Gemeinde Großrinderfeld bis zur Gebietsreform 1975. Ab dem 18. Juli 1975 bis zum 21. Juli 1983 war Richter Bürgermeister der Gesamtgemeinde. |
|               | Christian von der Groeben |        | CDU    | 1983–1999 | Christian von der Groeben war von 1983 bis 1999 für zwei Amtszeiten Bürgermeister von Großrinderfeld. Im Jahr 2013 war von der Groeben Gründungsmitglied des AfD-Kreisverbandes Main-Tauber. |
|               | Manfred Weis              |        |        | 1999–2015 | Weis war in der kommunalen Verwaltung im Straßenverkehrsamt der Stadt Würzburg und als Sachgebietsleiter im Amt für öffentliche Ordnung der Stadt Bad Mergentheim zuständig. 1999 wurde er im zweiten Wahlgang mit 36,7 Prozent gegen drei weitere Kandidaten zum Bürgermeister gewählt. Auch 2007 gab es ein Kopf-an-Kopf-Rennen, bei dem sich Weis mit 50,4 Prozent wiederum gegen drei Mitbewerber behauptete. Nach zwei Amtsperioden trat Weis nicht mehr zur Wahl an. |
|               | Anette Schmidt            |        | CDU    | 2015–2019 | Sie wurde am 26. April 2015 die erste Bürgermeisterin in der Geschichte des 18 Gemeinden umfassenden Main-Tauber-Kreises. Bei der Tauberbischofsheimer Bürgermeisterwahl am 30. Juni 2019 erreichte Schmidt mit 39,3 Prozent der Stimmen das beste Ergebnis im ersten Wahlgang. Beim zweiten Wahlgang am 14. Juli 2019 wurde Schmidt mit 46,4 Prozent der Stimmen zur Bürgermeisterin von Tauberbischofsheim gewählt. Das Großrinderfelder Bürgermeisteramt bekleidete sie bis Ende August 2019. Seit dem 1. September 2019 ist Schmidt Bürgermeisterin von Tauberbischofsheim. |
|               | Johannes Leibold          |        | CDU    | Seit 2019 | Am 10. November 2019 wurde Johannes Leibold im zweiten Wahlgang mit 65,1 % der Stimmen zum Bürgermeister gewählt. Er setzte sich damit gegen insgesamt drei Mitbewerber durch. Am 1. Februar 2020 trat er sein Amt als Bürgermeister an. |

### Bürgermeister der Großrinderfelder Altgemeinden
Folgende Personen waren Bürgermeister der Großrinderfelder Altgemeinden und heutigen Ortsteile:
| Gerchsheim                                         | Großrinderfeld                                                                                  | Ilmspan                                                                                   | Schönfeld               |
| -------------------------------------------------- | ----------------------------------------------------------------------------------------------- | ----------------------------------------------------------------------------------------- | ----------------------- |
| um 1900: Michael Schiller 1966–1968: Johann Albert | 1969–1975 Walter Richter (danach noch bis 1983 Bürgermeister der neu gebildeten Gesamtgemeinde) | 1967–1972 Karl Schrank (danach erster Ortsvorsteher der Ortschaft Großrinderfeld-Ilmspan) | 1965–1975: Otto Deckert |

In der Altgemeinde Ilmspan sind Bürgermeister ab 1714 nachzuweisen.